# Salacia (planta)
Salacia es un género de plantas con flores  pertenecientes a la familia Celastraceae. Comprende 434 especies descritas y de estas, solo 60 aceptadas.

## Descripción
Son bejucos, arbustos o árboles, frecuentemente con ramas escandentes, completamente glabros o las partes jóvenes escasamente tomentosas. Inflorescencia axilar, tirsoide-paniculada, fasciculada o cimosa; flores frecuentemente amontonadas, pediceladas, 3–30 mm de diámetro; sépalos generalmente desiguales; pétalos ovados a orbiculares, frecuentemente delgados con nervadura flabelada y ápice obtuso; disco variado, anular-pulviniforme, cónico-truncado o aplanado, en algunas especies la parte central produciendo 3 dientes apicales; estambres con filamentos sólo ligeramente o no ensanchados en la base, anteras pequeñas, más o menos transversalmente elipsoides u ovado-deltoides, con hendiduras extrorsas o apicales, horizontales u oblicuas; ovario cónico deprimido, en general profundamente inmerso en el disco y connado a éste, atenuado hasta un estilo corto, carnoso, subulado, truncado, estigmas inconspicuos. Frutos subglobosos o elipsoides, el pericarpo coriáceo, las semillas anguladas, embebidas en una pulpa mucilaginosa.

## Taxonomía
El género fue descrito por  Carlos Linneo y publicado en Mantissa Plantarum 2: 159. 1771. La especie tipo es: Salacia chinensis L.

## Especies seleccionadas
- Salacia accedens
- Salacia acreana
- Salacia acuminatissima
- Salacia adolphi-friderici
- Salacia affinis
- Salacia chinensis
- Salacia fimbrisepala
- Salacia impressifolia
- Salacia mamba
- Salacia miegei
- Salacia reticulata